# Barrage du Jotty
Le barrage du Jotty est un barrage construit sur la Dranse de Morzine en Haute-Savoie, à cheval sur les communes de La Vernaz et de La Baume. Sa mise en eau date de 1950 et sa retenue forme le lac du Jotty. Il est situé juste en amont des gorges du Pont-du-Diable.

## Histoire
À l'image de nombreuses autres vallées alpines, les cours d'eau du massif du Chablais font dès la fin du XIXe siècle, l'objet d'une exploitation hydroélectrique. Une première centrale est construite à Chevenoz en 1898 pour alimenter en électricité les villes d'Évian-les-bains (1er juin 1898) et de Thonon-les-Bains (1er mai 1899). L'usine hydroélectrique du Pont de l'Eau Noire est ensuite construite par la Société du Chablais pour exploiter les eaux de la Dranse d'Abondance à la suite d'une autorisation par arrêté préfectoral du 15 décembre 1916. Sa production est principalement destinée à l'ancienne Société Braunstein frères à Vongy, le reliquat est distribué aux communes riveraines de Vacheresse et Bonnevaux. Face à la demande croissante en électricité, la Société Hydroélectrique des Dranses construit dès 1929 l'usine de Bioge pour exploiter la chute de Bioge. Après-guerre, il est envisagé d'augmenter la capacité de production en exploitant les eaux de la Dranse de Morzine par la construction d'un nouveau barrage. Ce chantier est lancé après la nationalisation des sociétés privées d’électricité françaises en 1946 pour devenir EDF et implique l'installation d'une nouvelle turbine (G4) à l'usine de Bioge.

## Construction
Le barrage est construit à hauteur du hameau du Plan du Moulin là où le torrent de Nicodex se jette dans le Dranse de Morzine. Plusieurs fermes et un moulin composent ce hameau et sont démontés en prévision de l'ennoiement de la vallée. Un vieux pont couvert enjambant la Dranse de Morzine est lui aussi démonté mais ses travées demeurent visibles lorsque le niveau du lac de Jotty est relativement bas.
Les entreprises mandatées pour la construction s'installent dans la région dès 1946 et recrute une partie de la population locale pour le chantier. Des logements sont installés en amont du site. Ils sont ensuite exploités par EDF comme colonie de vacances jusque dans les années 1970 avant d'être rachetés par la commune de La Baume pour en faire un camping,. Le chantier débute en janvier 1948 et s'étend jusqu'à l'automne 1949. Le barrage est mis en eau en janvier 1950.

## Caractéristiques
Le barrage de Jotty est un barrage à débordement constitué par une voûte mince en béton. La retenue est reliée à l'usine de Bioge par une conduite forcée de 3,6 km. Elle est complétée en 1982 par une adduction supplémentaire avec l'ajout d'une nouvelle conduite reliée à la prise d'eau du Brevon qui augmente les apports de 20 %. Depuis sa construction, il fut envisagé de surélever le barrage de 11 m mais sans donner de suite.

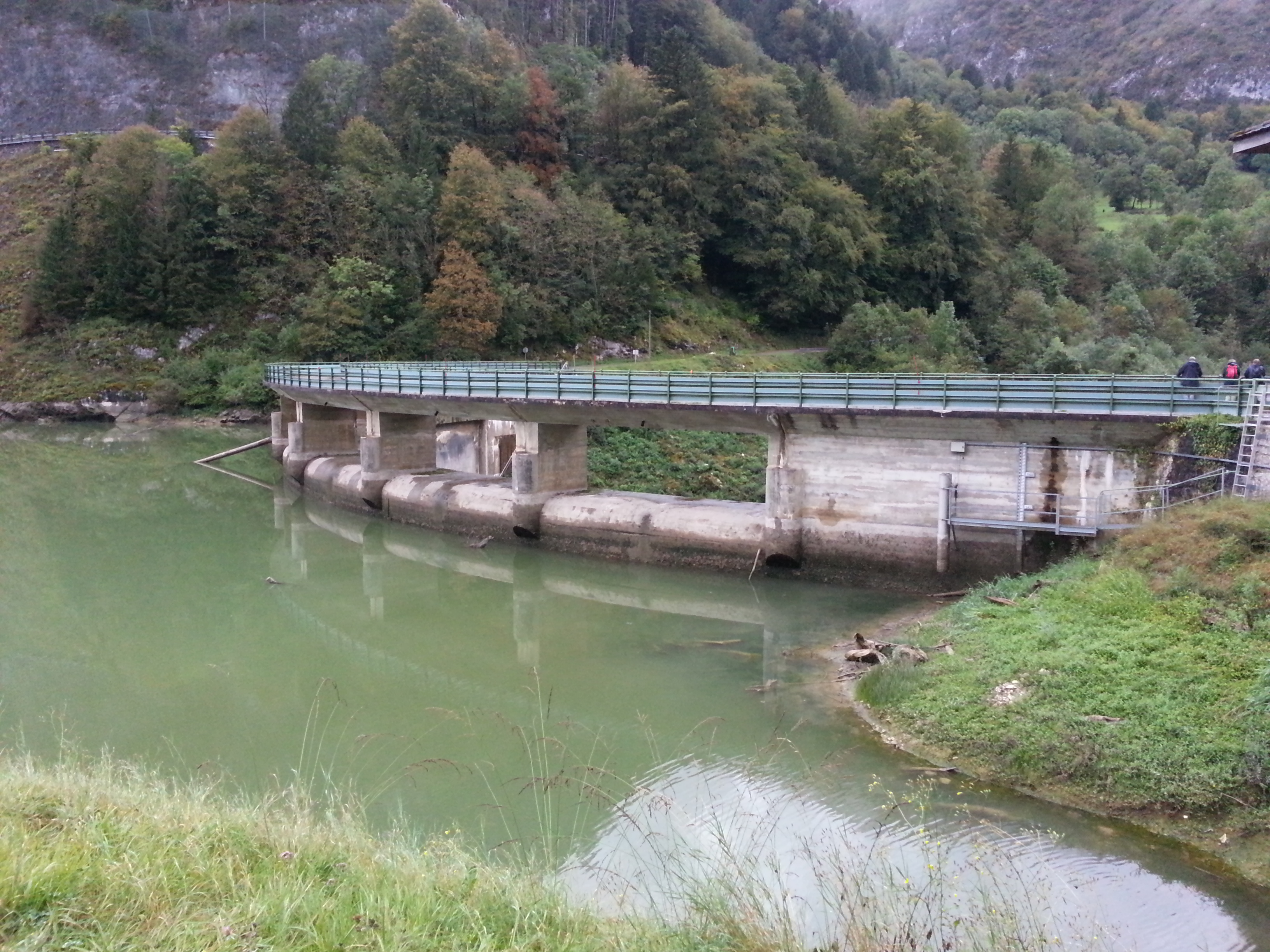
Vue amont avec sa retenue.
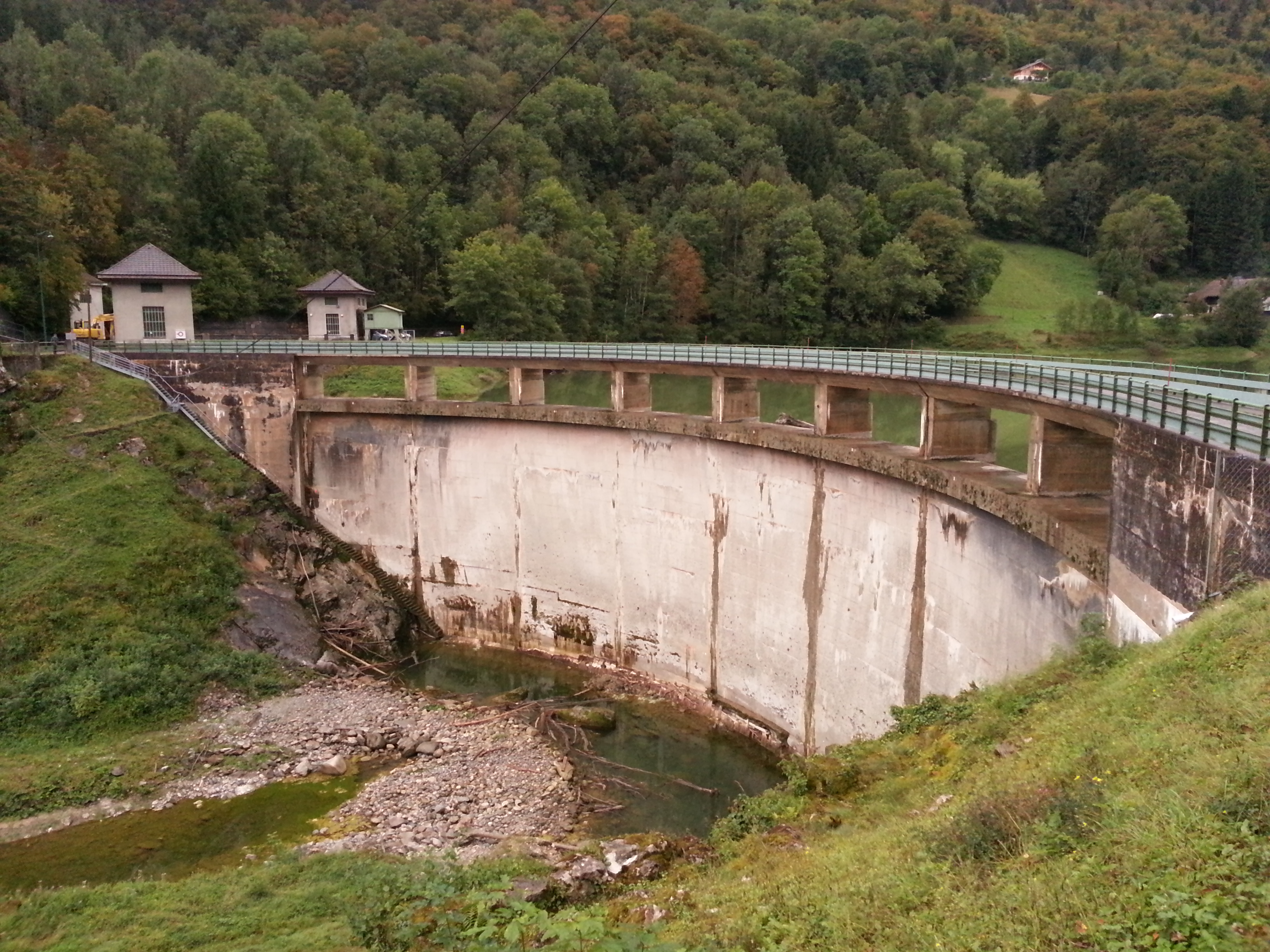
Vue aval.